# Oreonetides glacialis
Oreonetides glacialis là một loài nhện trong họ Linyphiidae.
Loài này thuộc chi Oreonetides. Oreonetides glacialis được Ludwig Carl Christian Koch miêu tả năm 1872.